# Moderna vremena
Moderna vremena (eng. Modern Times) je komedija Charlieja Chaplina iz 1936. u kojoj se njegov slavni lik, Skitnica, bori za preživljavanje u modernom, industrijaliziranom svijetu. Film je komentar teških prilika s kojima su se mnogi ljudi suočili tijekom Velike depresije, koju je stvorila, prema Chaplinu, moderna industrijalizacija. U filmu su nastupili Chaplin, Paulette Goddard, Henry Bergman, Stanley Sanford i Chester Conklin. Napisao ga je i režirao Chaplin te tako označio posljednje filmsko pojavljivanje Skitnice.

## Radnja
Moderna vremena prikazuju Charlieja Chaplina kao radnika u tvornici, zaposlenog na tekućoj vrpci. Nakon što su ga silom nahranili eksperimentalnim strojem za hranjenje i konstantnog prekomjernog rada na zavijanju šarafa, doživljava živčani slom te je poslan u bolnicu. Nakon oporavka sada nezaposleni radnik biva uhićen, navodno jer je predvodio komunističke demonstracije, nakon što je samo podignuo crvenu zastavu koja je ispala s kamiona. Međutim, policija vjeruje da je on komunist, koji predvodi prosvjed. U zatvoru, slučajno pojede nešto za što se ispostavlja da je prokrijumčareni kokain - vjerujući da je to sol - nakon čega ulazi u ćeliju i nokautira osuđenike. Biva pušten nakon što je proglašen herojem.
Izvan zatvora, otkriva da je život okrutan, a nakon što nije uspio naći posao, pokušava ponovno biti uhićen. Ubrzo nalijeće na sirotu djevojku koja bježi od policije nakon što je ukrala štrucu kruha. Kako bi spasio djevojku, kaže policiji kako je on lopov i treba biti uhićen. Međutim, pojavljuje se svjedok i on je pušten. Kako bi ga opet uhitili, pojede veliku količinu hrane u kafiću bez plaćanja. Ubacuju ga u maricu, u kojoj je i djevojka, ali se vozilo sudari, a oni uspijevaju pobjeći. Sanjajući bolji život, pronalazi posao noćnog stražara u robnoj kući. Unutra pušta djevojku beskućnicu, pa čak i provalnike da nešto pojedu. Probudivši se sljedećeg jutra u hrpi odjeće, opet je uhićen.
Deset dana poslije, djevojka ga odvodi u novi dom - ruševnu daščaru za koju priznaje da "nije Buckinghamska palača", ali će poslužiti svrsi. Sljedećeg jutra, radnik pročita kako se otvorila nova tvornica, gdje pronalazi posao. Pomaže izvući svog šefa iz stroja prije demostracija ostalih radnika. Slučajno udarivši policajca ciglom, opet biva uhićen. Dva tjedna poslije ga puštaju, a on otkriva da je djevojka postala plesačica u restoranu, a njemu pokušava pronaći posao pjevača. Po noći on postaje uspješan konobar, iako ne shvaća razliku između natpisa na vratima kuhinje, "unutra" i "van", a ne zna ni kako donijeti pečenu patku do stola. Tijekom ovog showa na podiju, izgubi stihove svoje pjesme, ali spašava stvar improvizirajući riječi blebetajući nerazumljivim jezikom. Njegov čin oduševi prisutne. Nakon što dolazi policija kako bi uhitila djevojku radi njezinog ranijeg bijega, njih dvoje uspijevaju pobjeći zajedno. Konačno, vidimo ih kako puni nade idu cestom u zoru, prema nesigurnoj budućnosti.

## Glumci
- Charlie Chaplin - tvornički radnik
- Paulette Goddard - beskućnica, Ellen Peterson
- Henry Bergman - vlasnik restorana
- Chester Conklin - mehaničar
- Stanley Sanford - Big Bill
- Hank Mann - džeparkin otac
- Allan Garcia - predsjednik korporacije Electro Steel

## Produkcija
Chaplin je počeo pripremati film 1934. kao svoj prvi zvučni pa je počeo pisati scenarije dijaloga i eksperimentirati s nekim zvučnim scenama. Međutim, ubrzo je napustio ove pokušaje i vratio se nijemom formatu sa sinkroniziranim zvučnim efektima. Dijaloški eksperimenti potvrdili su njegovo dugogodišnje uvjerenje da će univerzalna pojava Skitnice biti izgubljena ako lik progovori. Doista, ovaj film zadnji filmski nastup Skitnice, a vjerojatno je i posljednji film ere nijemog filma.
Iako nije zvučni film, Moderna vremena uključuju sinkronizirani zvuk, glazbu, pjevače i glasove koji dolaze iz radija, zvučnika i monitora u tvornici. Na kraju filma se po prvi put može čuti glas Skitnice koji improvizirajući izvodi popularnu pjesmu Lea Daniderffa, Je cherche apres Titine.

## Glazba
Glazbene brojeve skladao je sam Chaplin, a aranžirao ih uz pomoć Alfreda Newmana. Romantičnoj temi poslije su dodani stihovi pa je postala pop standard "Smile", a prvi ju je snimio Nat King Cole. Poslije su je obrađivali umjetnici poput Michaela Jacksona, Liberace i Judy Garland.

## Kritike
Moderna vremena često se navode kao jedno od Chaplinovih najvećih postignuća, a ostaje jedan od njegovih najpopularnijih filmova. Antologijski prikaz Chaplina kako mahnito radi kako bi održao tempo na tekućoj vrpci inspirirao je mnoge kasnije komedije.
Bio je to prvi Chaplinov očigledni politički film, a njegov nelaskavi prikaz industrijskog društva prouzročio je nakon objavljivanja kontroverze u nekim krajevima.

## Vanjske poveznice
- Moderna vremena u internetskoj bazi filmova IMDb-a
- Moderna vremena na Filmsiteu
- Filmske fotografije i bibliografija